# ALIVE LAB
ALIVE LAB（アライブ ラボ）は、徳島県において健康づくり推進事業を行う特定非営利活動法人。

## 概要
2008年3月28日設立。
「運動＋食育＝ " 健康 " → HAPPY!! 」を活動テーマとし、運動と食育の2本を柱に健康づくり推進活動を行う。
徳島で身近に起こっている健康問題に対し、産官学民の相互協力のもと、健康づくりに関する啓発・普及活動や、家族・友人・地域に対して「ふれあいと健康づくり」の機会の提供、継続的な”健康コミュニティ”の形成を行う。
”健康コミュニティ”：各家庭・地域・職場、徳島県に根差した " 健康 " をキーワードに広がるコミュニティ。

## 受賞歴
- 平成25年度 地産地消優良活動表彰：農林水産省食料産業局長賞

## 組織概要
- 代表理事：上田啓人 - 健康運動指導士
- 本部：徳島県徳島市昭和町8丁目23-2
- メンバー：健康運動指導士、管理栄養士、理学療法士、看護師等

## キッズファーマープロジェクト
平成23年からスタートした食育事業。
農作物の「植付け～収穫・加工・販売」という一連の流れを、子どもたちが体験する「食育プロジェクト」。
農作物が畑から食卓へ届くまでの過程を体験する事で、実際にとくしまの地産地消を ” 見て・さわって・感じられる”「社会の仕組みを学べる食育プログラム」。
販売体験をとくしまマルシェで行っている。

## 地産地消のチカラ
野菜の栽培などの農作業から漁業・加工体験、「食」とは切り離せない農具・調理道具の製作など各体験を通じ、とくしまのホンモノの「チカラ」に触れる地産地消体験プロジェクト。（平成24年7月開始）

## わが家で食育（食育ポータルサイト）
平成22年度徳島市協働支援事業において、徳島市農林水産課 × NPO法人ALIVE LAB（アライブ ラボ）の協働事業として企画・制作された「地産地消・食育情報提供サイト」。
- コンセプト：徳島の健康づくりや、家にいながらにして様々な "とくしまの食・食育・地産地消などの情報 " を提供する。
- 内容：とくしまの食育活動や食関連イベント情報、とくしまの特産品などの地産地消と食育情報を掲載。